# Autobusna linija br. 110 u Zagrebu
Linija 110 (Savski most – Botinec) gradska je autobusna linija ZET-a u Zagrebu. Povezuje Botinec i Remetinec s tramvajsko-autobusnim terminalom Savski most gdje se ostvaruje presjedanje na tramvajske linije 4 i 7.

## Trasa
Prometuje na trasi: Savski most – Jadranski most – Remetinečka cesta – Botinec (Karlovačka cesta → Brezovička cesta → Ul. Bašćanske ploče → Ul. Zlatareva zlata → Naletilićeva ulica)
Sa Savskog mosta polazi s perona 5.

## Raspored
Prometuje svaki dan. Slijed polazaka radnim danom je 10 – 15 minuta, a vikendom 15 minuta. Zadnji polazak iz Botinca je u 1:10.
Radnim danom za liniju 110 je disponirano 4 autobusa (3 standardna i 1 zglobni), a vikendom 2 standardna autobusa. Ti autobusi također prometuju na linijama 108, 111, 132, 133, 160, 162, 163, 164 i 168 u jutarnijim i kasnovečernim terminima. Autobusi se drže u Autobusnom pogonu Podsused

## Vanjske poveznice
- Vozni red linije 110

1. ↑  Datoteke u GTFS formatu. zet.hr. Pristupljeno 5. lipnja 2025. - Sadrži informacije tijela javne vlasti u skladu s Otvorenom dozvolom